# Прикарпатзахідтранс
Товариство з обмеженою відповідальністю «Прикарпатзахідтранс» — компанія, що здійснює транспортування світлих нафтопродуктів територією України. Має у власності 800 км української частини нафтопродуктопроводу «Самара-Західний напрямок» з розливною станцією в Звягелі. Він пролягає територією шести областей України. По проводу в Україну надходить дизельне паливо з Росії і Білорусі та складає 50 % дизельного пального, що продається на українському ринку.

## Власники
Юридичними власниками компанії є Виробниче унітарне підприємство «Нафтобітумний Завод» (Білорусь), Інтернешнл Трейдінг Партнерс Аг (Швейцарія) і Шефер Анатолій, кінцевий бенефіціар Воробей Микола Миколайович. Фактичним власником компанії є Віктор Медведчук.
ТОВ «ПрикарпатЗахідтранс» є правонаступником ДП «ПрикарпатЗахідтранс».

## Судові розгляди
30 серпня 2005 року заступник Генерального прокурора України звернувся до суду в інтересах держави з позовом до Дочірнього підприємства «ПрикарпатЗахідтранс» російської акціонерної компанії «Транснафтопродукт» про визнання права власності за державою Україна на частини нафтопродуктопроводів: Самара-Західний напрямок та Грозний-Армавір-Трудова, що проходять по території України, загальною довжиною 1433 км, та витребування частини нафтопродуктопроводів Самара-Західний напрямок та Грозний-Армавір-Трудова, що проходять по території України, загальною довжиною 1433 км з володіння ДП «ПрикарпатЗахідтранс», та передати їх Фонду державного майна України.
Позовні вимоги обґрунтовані тим, що спірний нафтопродуктопровід після проголошення незалежності України перебував та території України, а тому з 24 серпня 1991 року став власністю держави Україна на підставі правонаступництва.
30 травня 2018 року Верховний суд у складі колегії суддів Касаційного господарського суду в задоволенні позову відмовив, апеляційний перегляд справи залишив рішення без змін, касаційну скаргу залишив без задоволення.
Представник Федерального агентства по управлінню державним майном Російської Федерації та представник Південно-Західного відкритого акціонерного товариства трубопровідного транспорту нафтопродуктів Російської акціонерної компанії «Транснафтопродукт» — не з'явилися у суд.
19 лютого 2021 року члени РНБО ухвалили рішення щодо повернення компанії у державну власність, наступного дня цей указ підписав президент Зеленський.
12 липня 2023 року господарський суд Житомирської області задовольнив позов Фонду держмайна щодо визнання права власності за державою на частину магістрального нафтопродуктопроводу «Самара — Західний напрямок», яка розташована на території України.
У липні 2024 року Віктор Медведчук отримав підозру у справі щодо нафтопроводу «Самара — Західний напрямок». За даними СБУ, приватизація державного нафтопроводу була проведена 2015 року незаконно. Підозру також овідомлено чотирьом колишнім топменеджмерам «Прикарпатзахідтрансу», які заволоділи та управляли нафтопроводом.